# 岡山大樹
岡山大樹（おかやま たいき、1996年4月15日 - ）は、岡山県笠岡市出身のプロモトクロスライダー。チームは西日本の名門SRF Team SBEに所属。マシンはスズキRM-Z250(〜2017年)。メーカーテストライダー・エンジニア(2019年〜)。
岡山県立笠岡商業高等学校卒業。吉備国際大学社会科学部スポーツ社会学科卒業。

## 人物
2015年はフォーマットの変わった国際B級クラスの開幕戦ヒート1という記念すべきレースで勝利した。表彰式では「昨年は悔しいレースが続いたので、シーズンオフにしっかり準備して、絶対に勝てると信じてレースに臨みました。本当に優勝できてうれしいし、支えてくれているみんなに感謝しています」と涙ながらに語った。
2016年より国際A級クラスに参戦。6歳から書道も始め、毛筆では特待生。

## 経歴
2003年 モトクロスを始める
2005年 中国モトクロス選手権チャイルドクロスクラス チャンピオン
2005年 全日本モトクロス選手権 中国大会 チャイルドクロスクラス 3位
2005年  MFJ日本グランプリ チャイルドクロスクラス 2位
2006年 中国モトクロス選手権 J65クラス ランキング 3位
2009年 中国モトクロス選手権 J85クラス ランキング 3位
2009年 全日本モトクロス選手権 九州大会 J85クラス  6位
2010年 中国モトクロス選手権 J85クラス ランキング 2位
2010年 全日本モトクロス選手権 近畿大会 J85クラス 3位
2011年 中国モトクロス選手権 J85クラス チャンピオン
2011年 全日本モトクロス選手権 中国大会 J85クラス 2位
2012年 中国モトクロス選手権 国内B級クラス 2位
2012年 モトクロス全国大会 国内B級 2位
2013年 中国モトクロス選手権 国内A級オープンクラス チャンピオン
2013年 モトクロス全国大会 国内A級オープンクラス 8位
2014年 全日本モトクロス選手権 国際B級クラス 16位
2015年 全日本モトクロス選手権 国際B級オープンクラス 8位 
2015年 全日本モトクロス選手権 九州大会 国際B級オープンクラス 優勝